# Caesarea (Maritima)

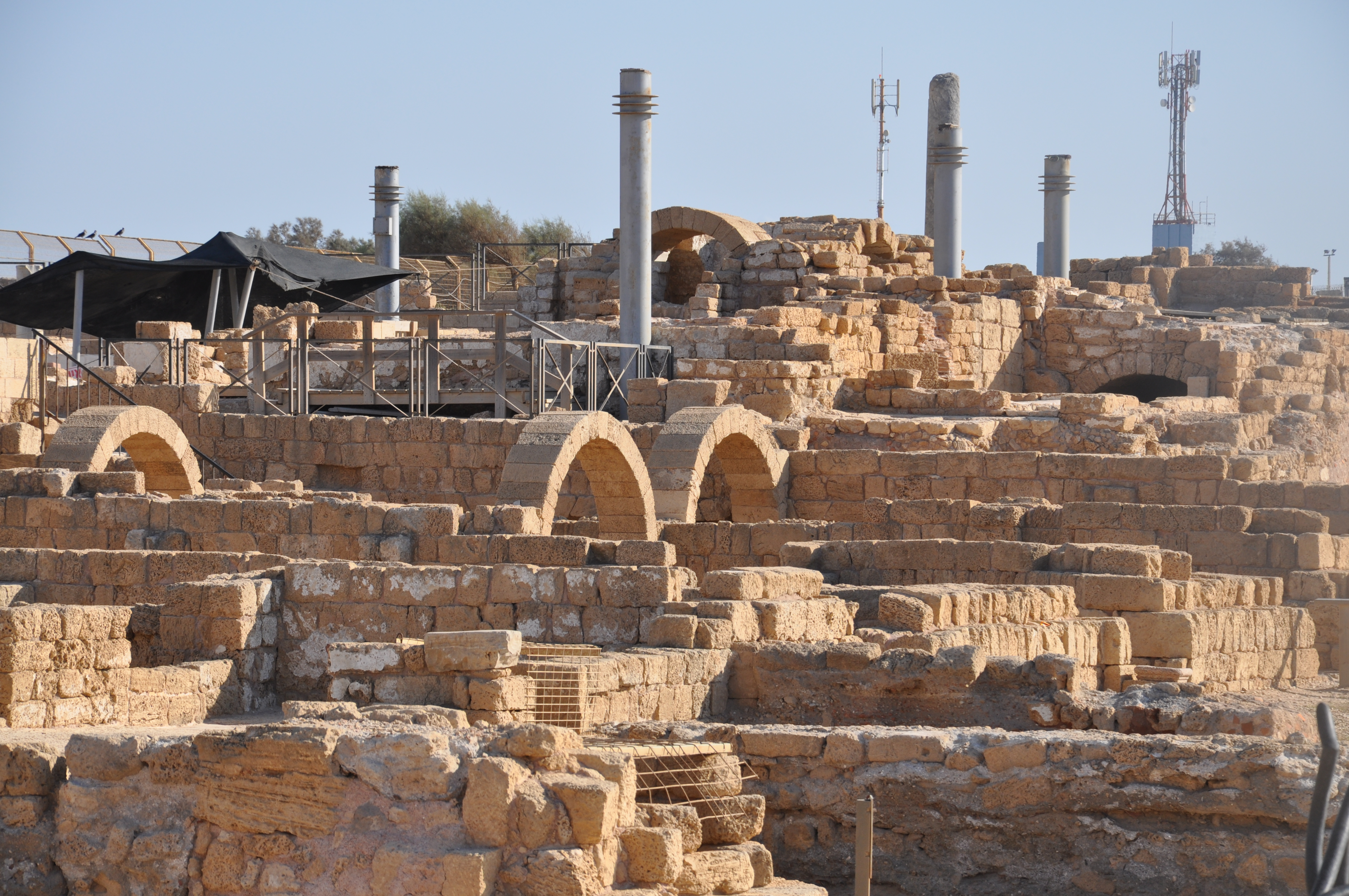
Opgraving te Caesarea

Caesarea (Hebreeuws: קֵיסָרְיָה, Kesariya; Arabisch: قيسارية, Qaysaria; Grieks: Καισάρεια, Kaisáreia) is een dorp en een archeologisch park in Israël, gelegen in het district van Haifa. De plaats ligt ongeveer tussen Tel Aviv en Haifa in aan de Middellandse Zee. Met betrekking tot de oudheid wordt het ook wel Caesarea Maritima (Grieks: παράλιος Καισάρεια, Parálios Kaisáreia) genoemd, om het te onderscheiden van enkele gelijknamige plaatsen.
Bij Caesarea worden al tientallen jaren opgravingen gedaan en er valt veel te bezichtigen. Het is een toeristische attractie.

## Geschiedenis

### Strato's toren
De havenstad is in de 4e eeuw v.Chr. gesticht door de Feniciërs. Later ging het deel uitmaken van het Griekse rijk van Alexander de Grote. Daarna werd het een twistappel tussen de hellenistische rijken van de Seleuciden en Ptolemaeën waarna het Romeinse Rijk de macht overnam. De stad heette in die tijd Strato's toren en had een vrij beperkte omvang.

### Herodes de Grote
In de Romeinse tijd werd de stad door Herodes de Grote uitgebreid en verfraaid. De bouwwerkzaamheden vonden plaats tussen ca. 22 en 10 v.Chr. Herodes gaf de stad de naam Caesarea, ter ere van keizer Caesar Augustus. Onder Herodes groeide Caesarea van een relatief onbetekenend dorpje uit tot de tweede stad in het Joodse land. Herodes liet een grote haven aanleggen, met ruimte voor zo'n 300 schepen. De haven was in de eerste eeuw een tussenstation op een van de belangrijkste vaarroutes van Alexandrië naar Rome. Ook bouwde hij in Caesarea aan de kust een paleis, waar hij 's zomers verbleef, omdat het in de hoofdstad Jeruzalem in de zomer dikwijls onaangenaam heet is. In de stad zelf bouwde Herodes een agora, verschillende tempels, een theater en een hippodroom met uitzicht over zee. Omdat in de door Herodes uitgebreide stad meer water nodig was dan uit natuurlijke bronnen voorhanden was, legde hij een lang aquaduct aan dat vanuit het Karmelgebergte water naar de stad bracht.

### Romeinse residentie
Toen Judea in 6 na Chr. een provincia werd, kozen de Romeinse praefecti en later procuratores Caesarea als residentie. Zij gebruikten het paleis van Herodes als praetorium. Pontius Pilatus liet in Caesarea een tempel bouwen ter ere van keizer Tiberius. Op deze tempel is de beroemde Pilatus inscriptie gevonden.
In het Nieuwe Testament wordt Caesarea verschillende malen genoemd als doorgangsroute naar Jeruzalem. Het is ook waar Cornelius woonde, een Romeinse centurio, volgens de Bijbel de eerste niet-Jood die zich bekeerde tot het christendom. Ook wordt genoemd dat de apostel Paulus enige tijd in Caesarea gevangen heeft gezeten onder Antonius Felix en Porcius Festus.
Tijdens de Joodse Opstand (66-70) braken in Caesarea onlusten uit als gevolg van spanningen tussen Joodse en heidense bevolkingsgroepen in de stad.
In de Laat-Romeinse tijd werd Caesarea de zetel van de aartsbisschoppen van Caesarea in Palestina, metropool aartsbisdom van een kerkprovincie met meer dan 30 bisdommen, waaronder Jeruzalem.

### Latere geschiedenis
Zoals de rest van het land, werd de stad vervolgens onderdeel van het Oost-Romeinse Rijk, vanaf de 7e eeuw de Arabische Rijken, tussen 1101 en 1187 een kruisvaardersrijk, dan weer Arabische Rijken, vervolgens in de 16e eeuw het Ottomaanse Rijk, het Britse mandaat (1918) en ten slotte Israël (1948).

### 1948
Op en bij de site van de oude Romeinse stad lagen in 1948 drie Palestijnse dorpen, waar Arabieren, joden en bedoeïenen door elkaar leefden: Qisarya (1500 inw.), Barrat Qisarya (1000 inw.) en het kleinere Khirbat al-Burj. Water haalde men uit de aanwezige bronnen. Dit zeker ook wat betreft de landbouw, waaronder citrusfruit en bananen. Op 15 februari 1948 werd Qisarya bezet door de Hagana (Palmach o.l.v. Jitschak Rabin), de inwoners verdreven en het dorpje verwoest. Barrat Qisarya  onderging hetzelfde lot. Nu liggen de moderne steden Sedot Yam en Or Akiva op deze locaties. In de jaren 70 stonden enkele oude huizen nog, maar deze werden verwoest toen Palestijnse onderzoekers deze sites kwamen documenteren. Het derde verwoeste dorp lag bij de "oude" (1922) joodse nederzetting Binyamina.

### Tegenwoordig
In onze tijd bevindt zich bij deze archeologisch belangrijke plaats ook een moderne badplaats Caesarea, waar toeristen kunnen zeilen, duiken en zich met watersport vermaken. Onder de villa's bevindt zich ook die van premier Netanyahu. Een paar honderd meter noordelijker ligt de enige Palestijnse kuststad van Israël, Jizr az-Zarqa, waar de omstandigheden heel anders zijn. In 2002 liet de gemeente Caesarea een 9 meter hoge wal aanbrengen tussen de beide kustplaatsen. Men zei overlast te ondervinden.

## Bezienswaardigheden in en rondom Caesarea
- Aquaduct
- Byzantijnse stadsmuren
- Griekse stadsmuren
- Hippodroom
- Hippodroom in de stad
- Romeinse villa met vogelmozaïek
- Ralli-museum voor moderne kunst
- Kathedraal
- Kruisvaardersstad
- Moskee

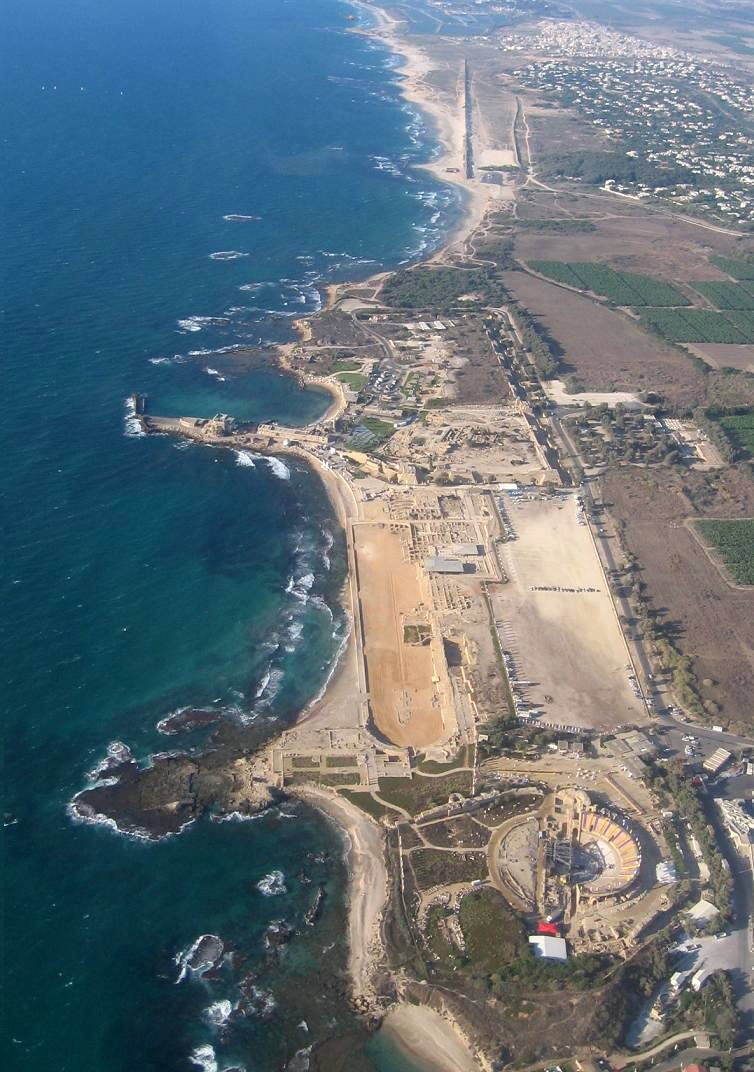
Luchtfoto van de opgravingen in Caesarea

- Mithraeum (heiligdom van het Mithraïsme)
- Oude haven
- Romeins theater
- Paleis van Herodes

## Goudschat
In 2015 werd door duikers een schat van 9 kilo aan goud gevonden in de nabijheid van de haven. Het gaat om tweeduizend goudstukken (dinars, halve dinars en kwartdinars) van ongeveer duizend jaar oud, waarvan de oudste dateert van de tweede helft van de negende eeuw. De meeste munten zijn geslagen ten tijde van twee Fatimidische kaliefen, Abu 'Ali al-Mansur al-Hakim en zijn zoon Abu Hashim 'Ali al-Zahir (begin elfde eeuw).

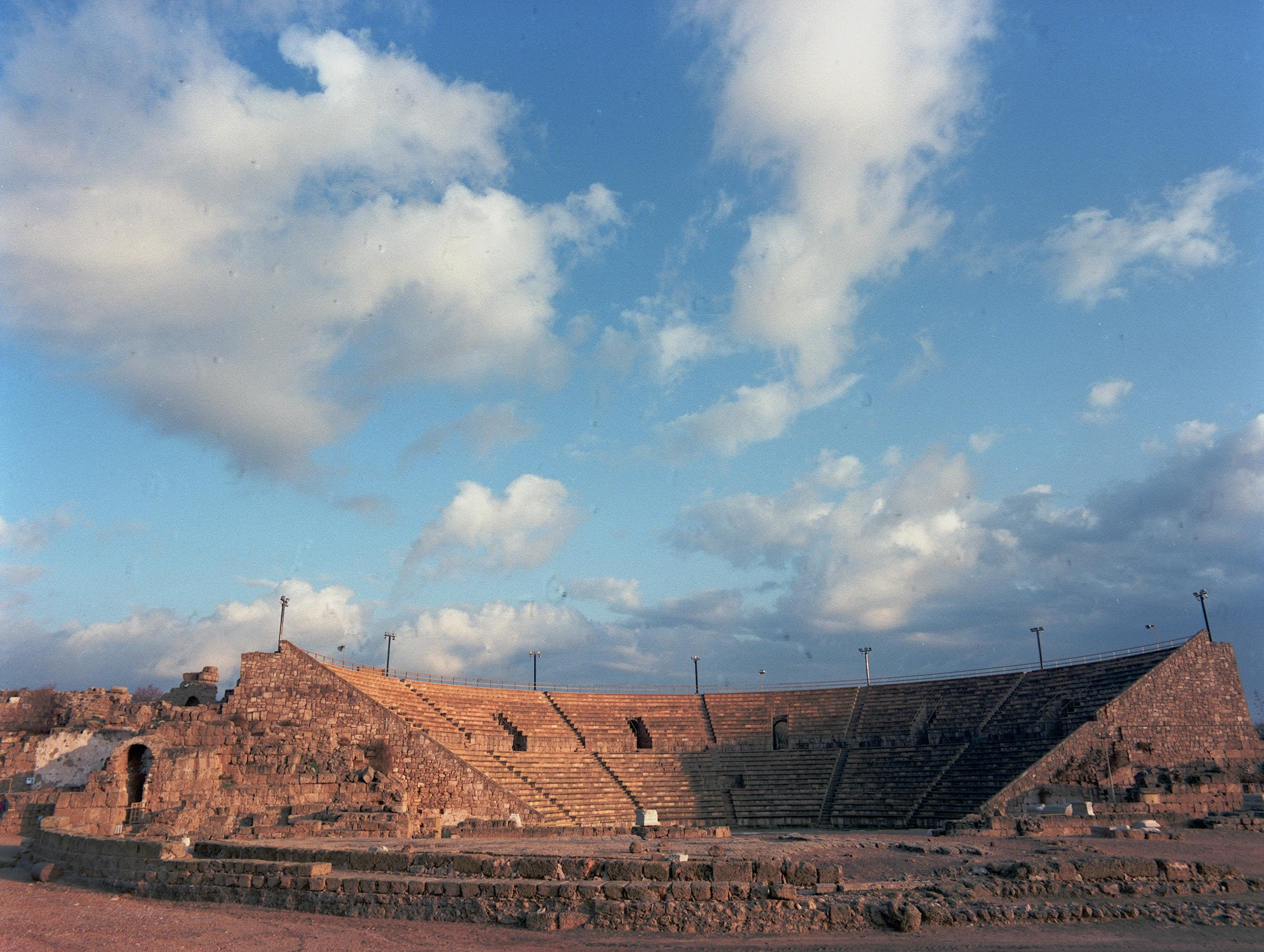
Romeins theater van voren. Zie ook bovenaanzicht.
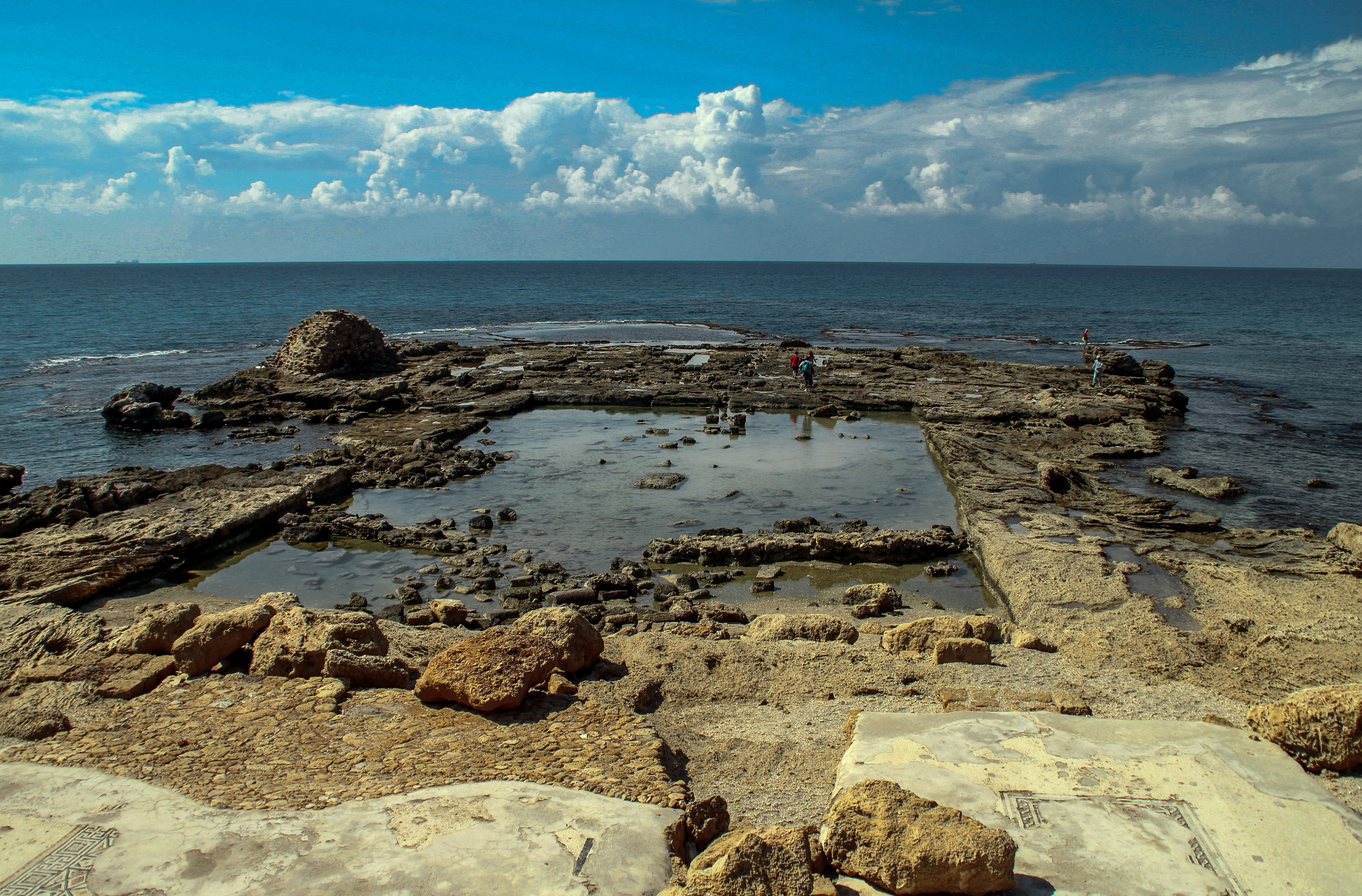
Resten van het Romeinse badhuis
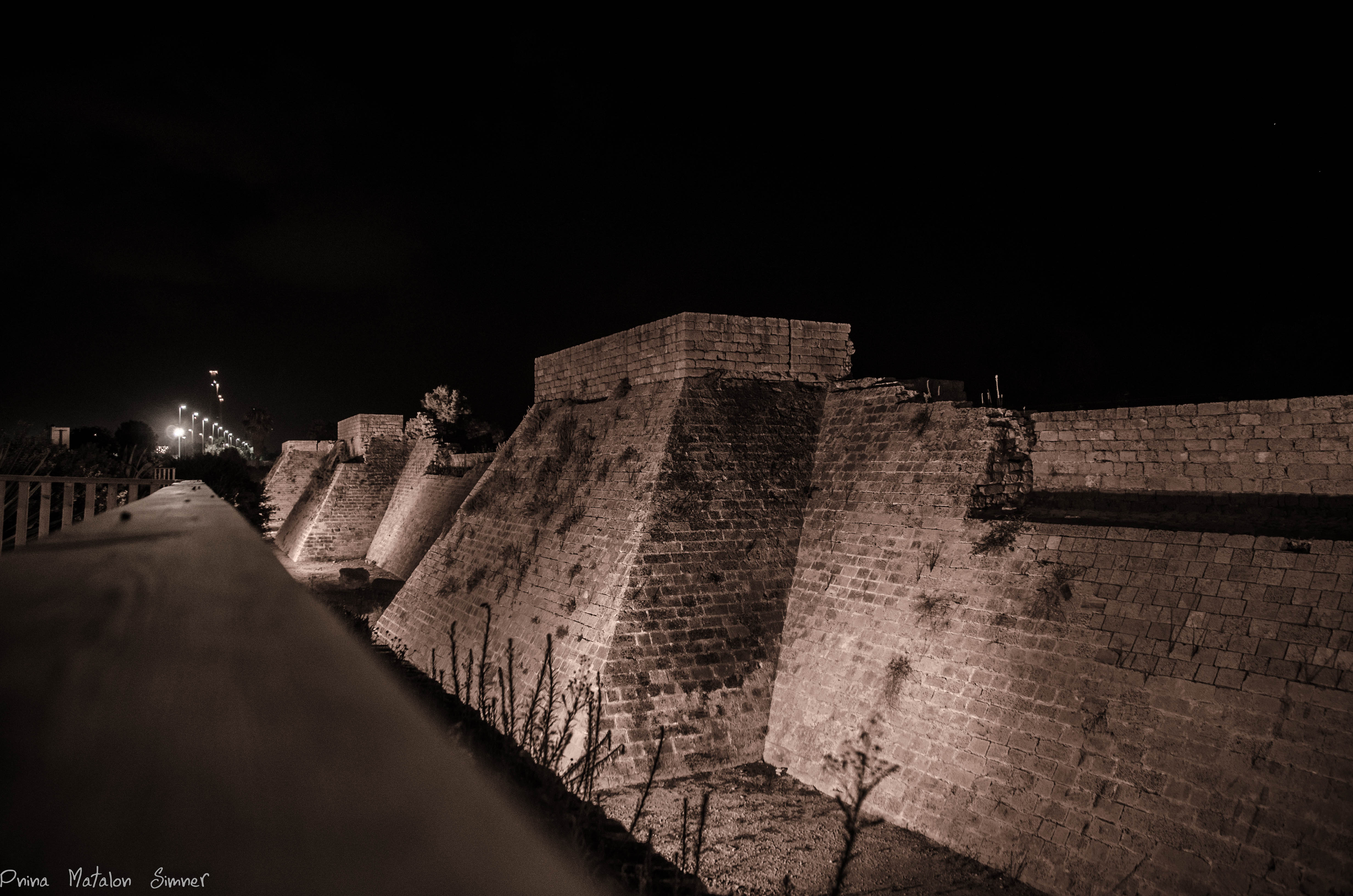
Byzantijnse stadsmuur bij avond
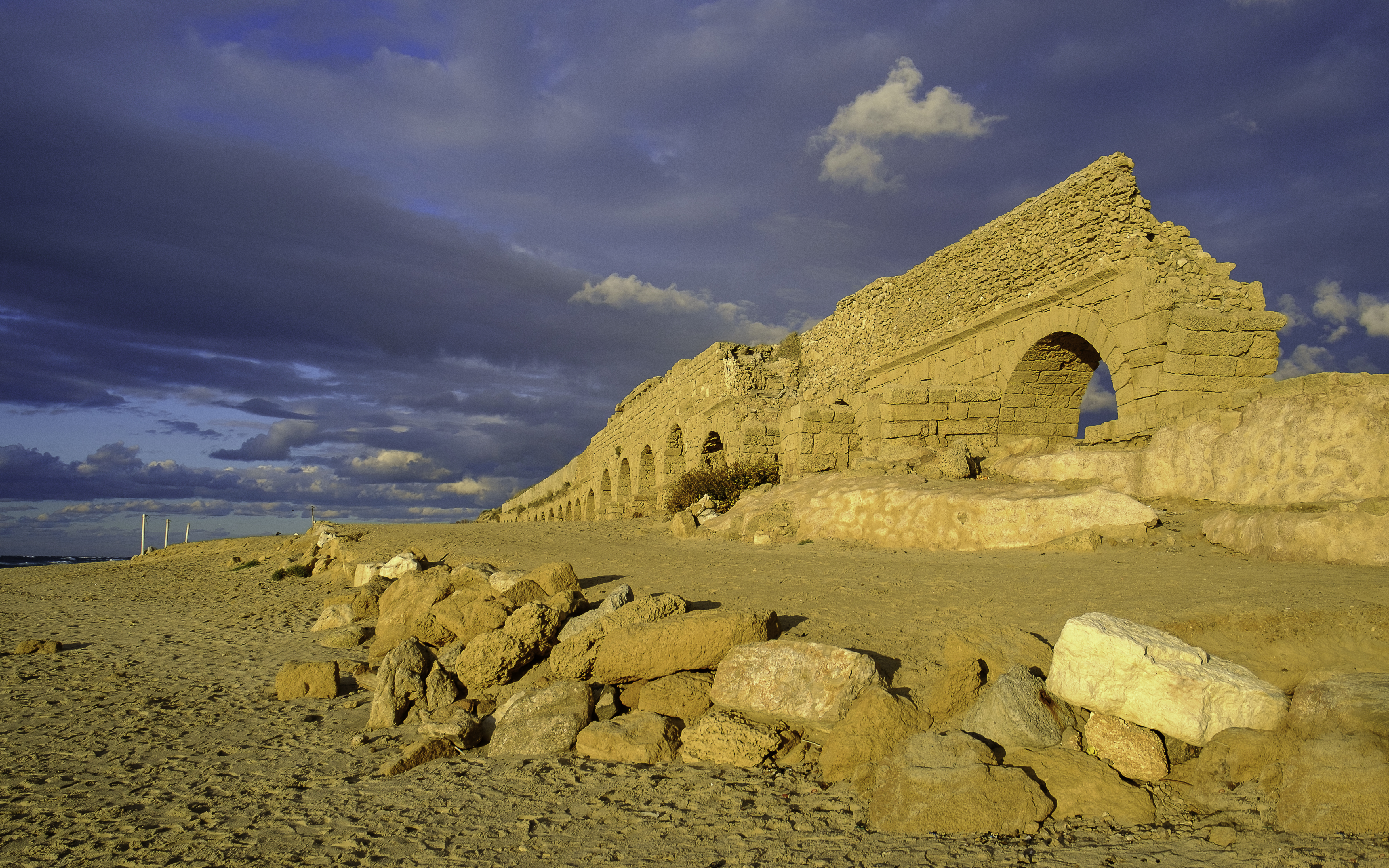
Romeins aquaduct
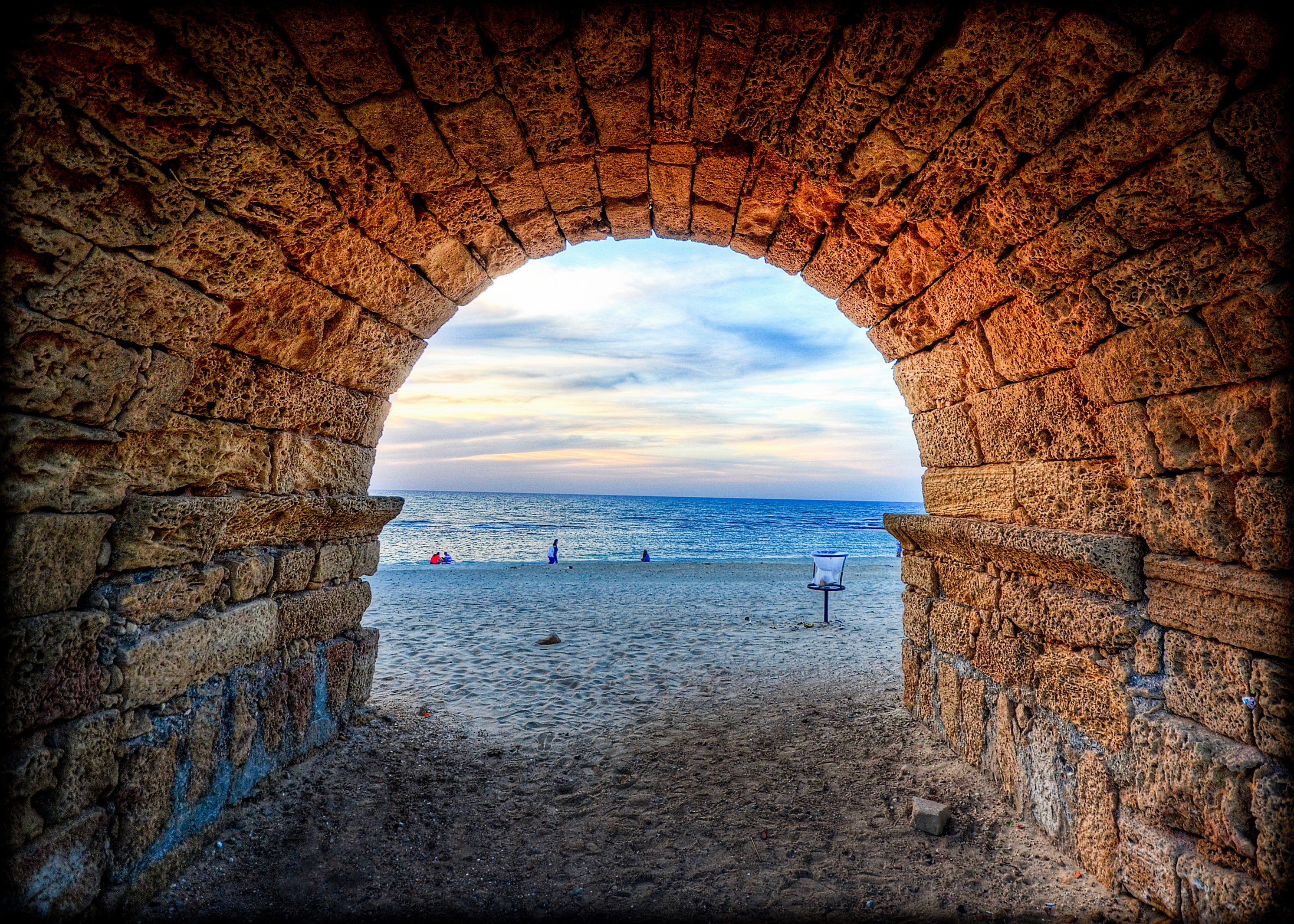
Een van de bogen van het aquaduct
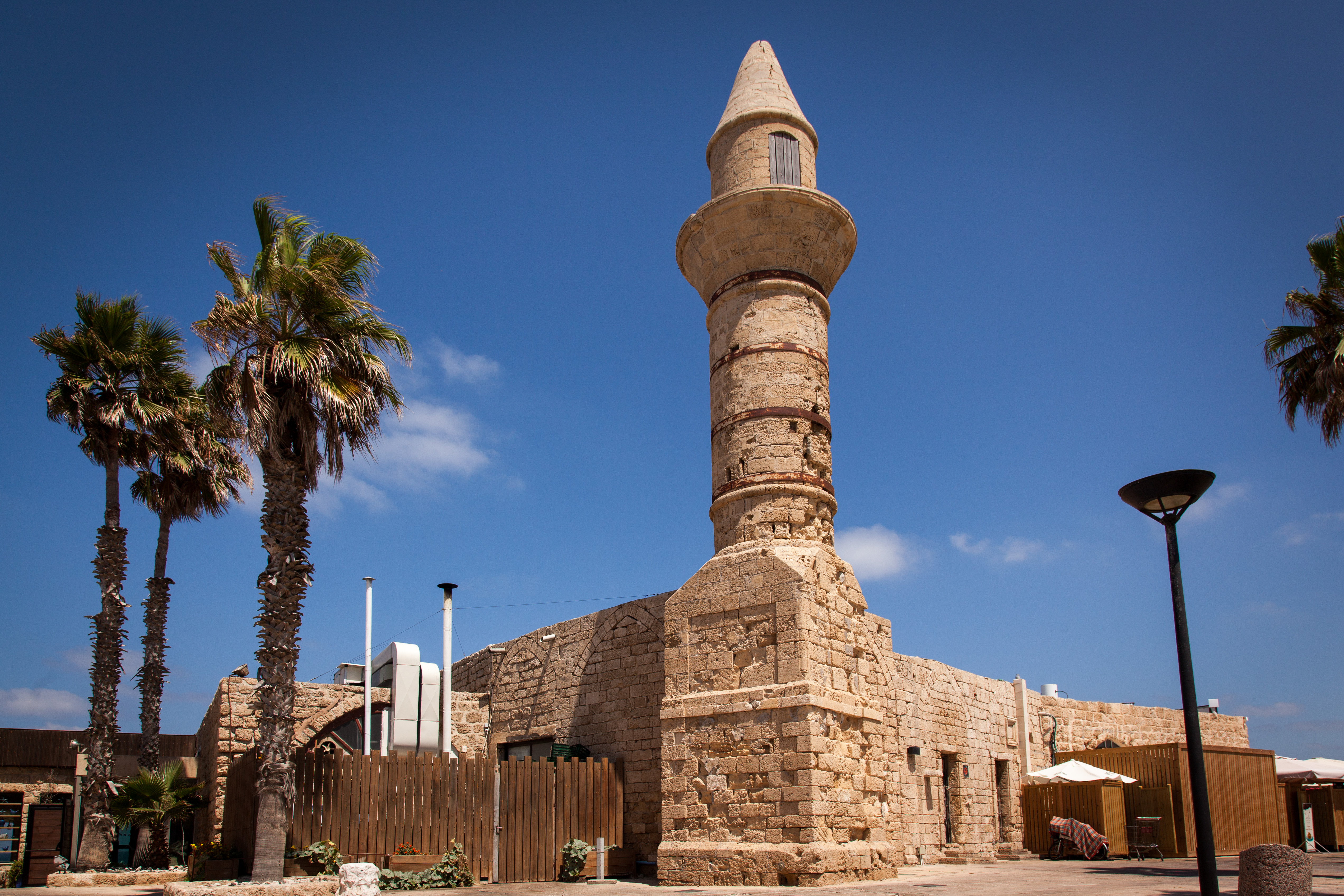
Minaret van de Bosnische moskee
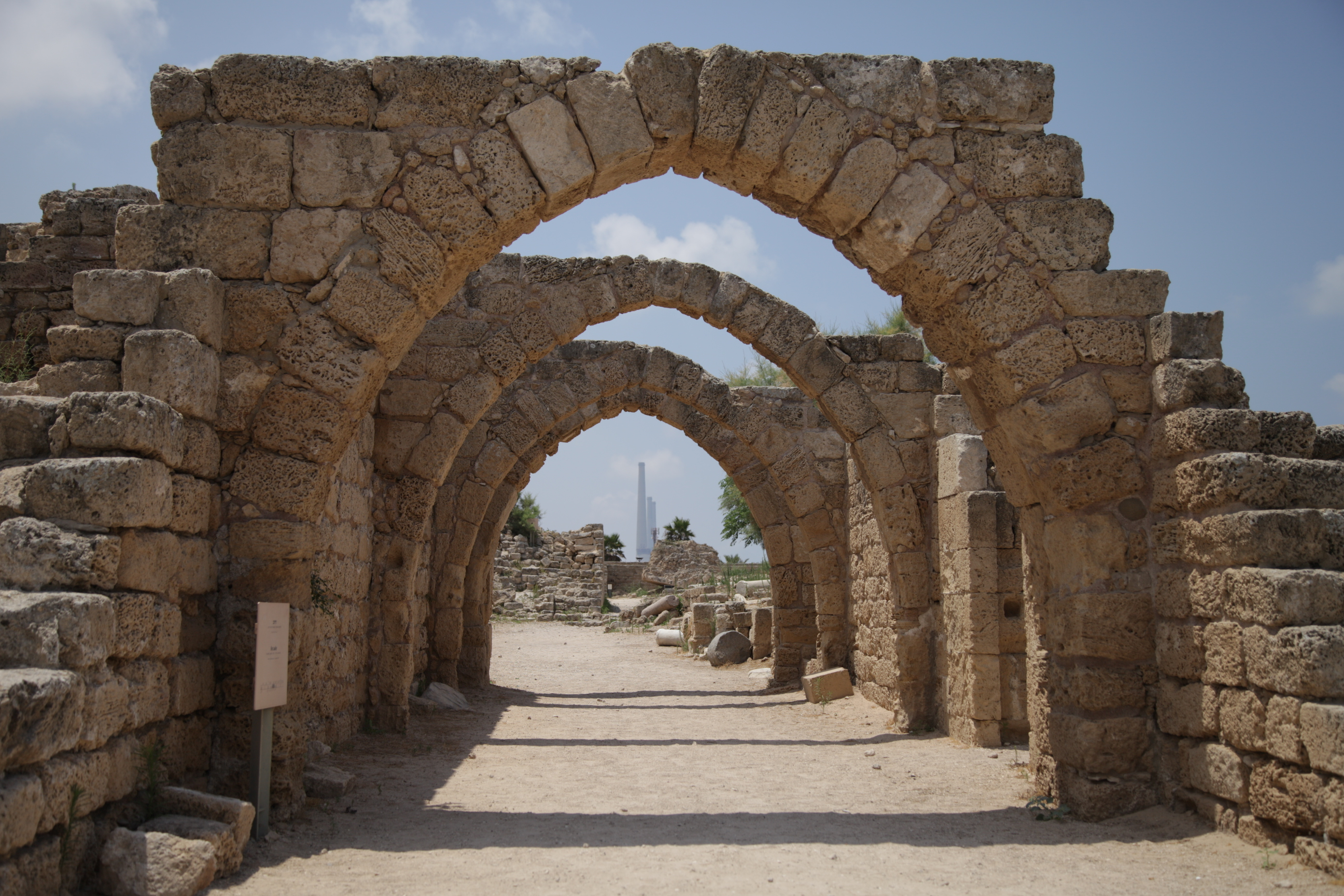
Restanten van een bogengalerij
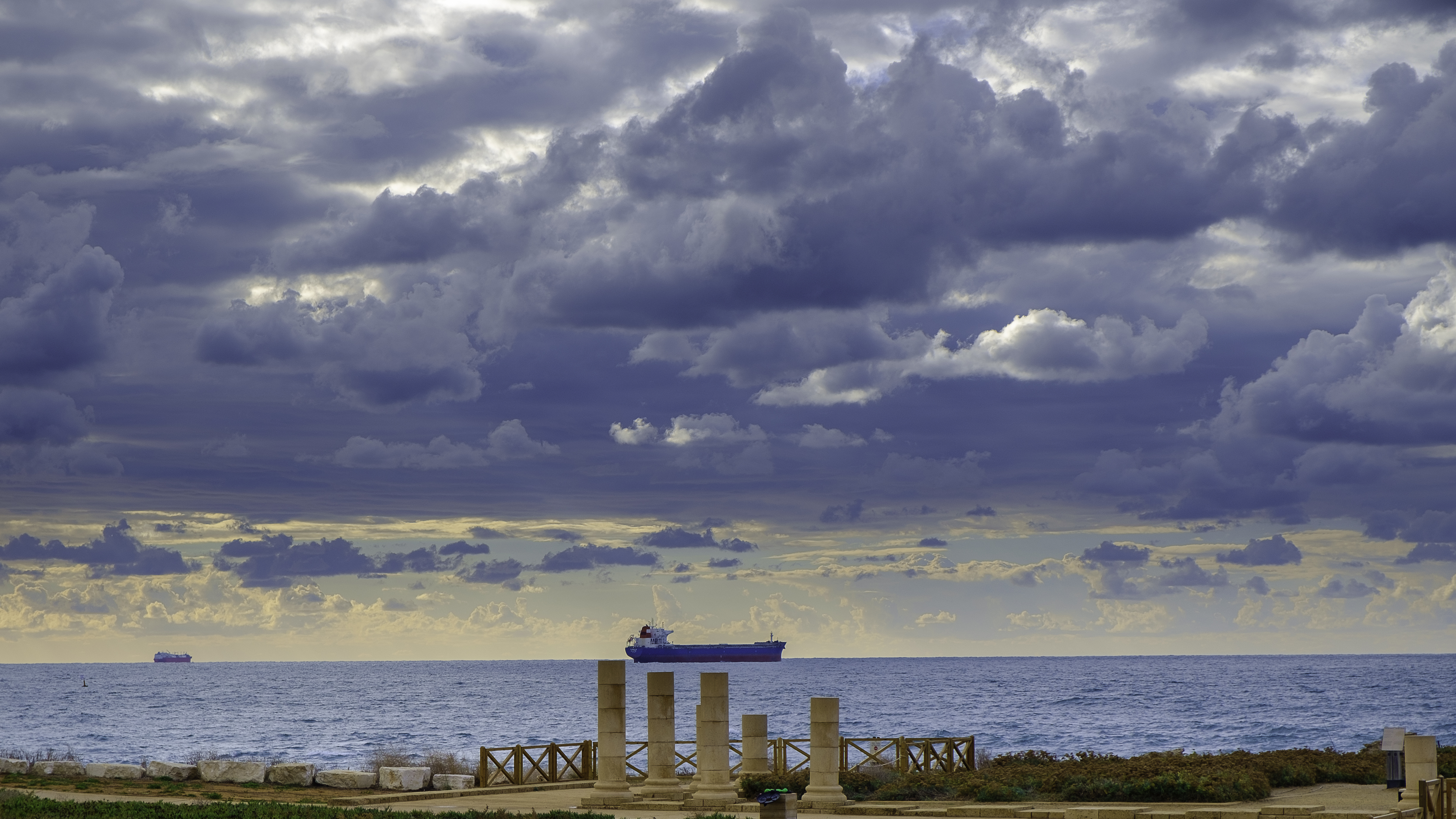
Restanten van zuilen met erboven een schip op de Middellandse Zee
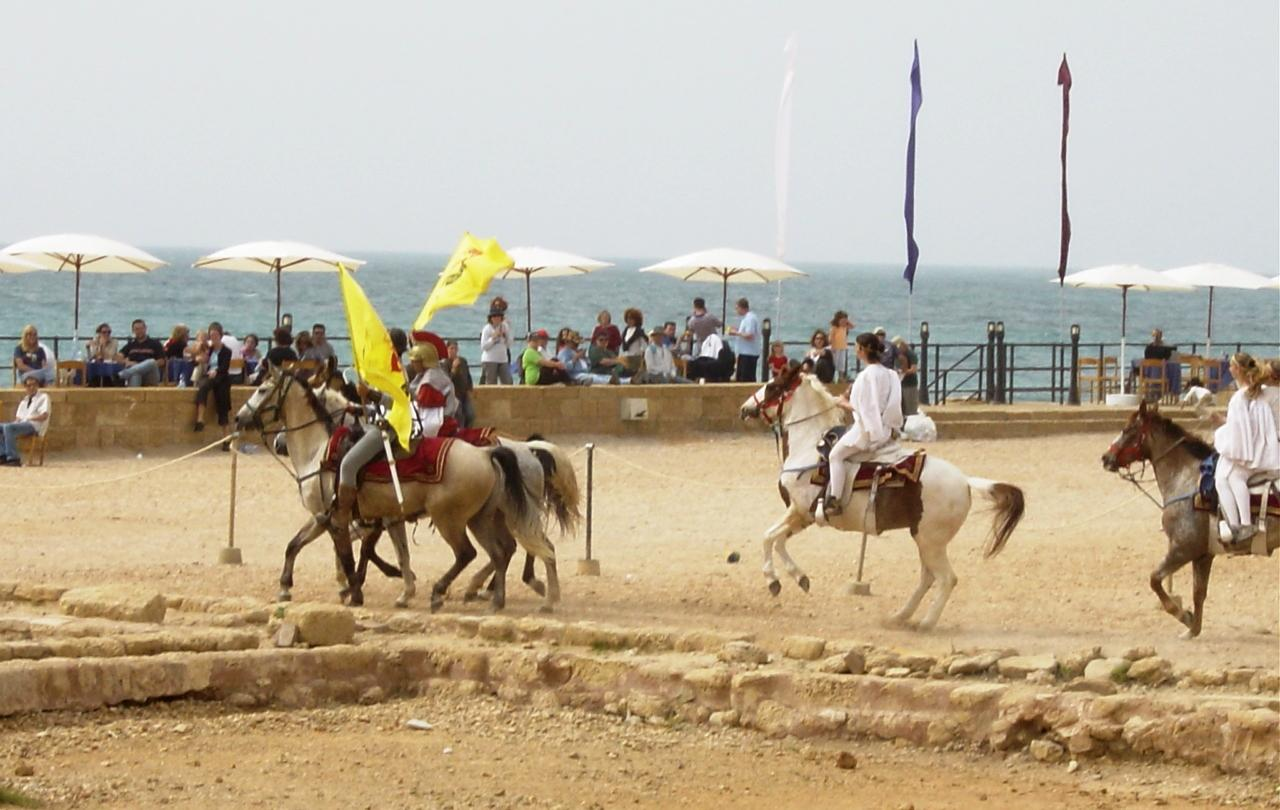
Romeinse reënactment in het vroegere hippodroom
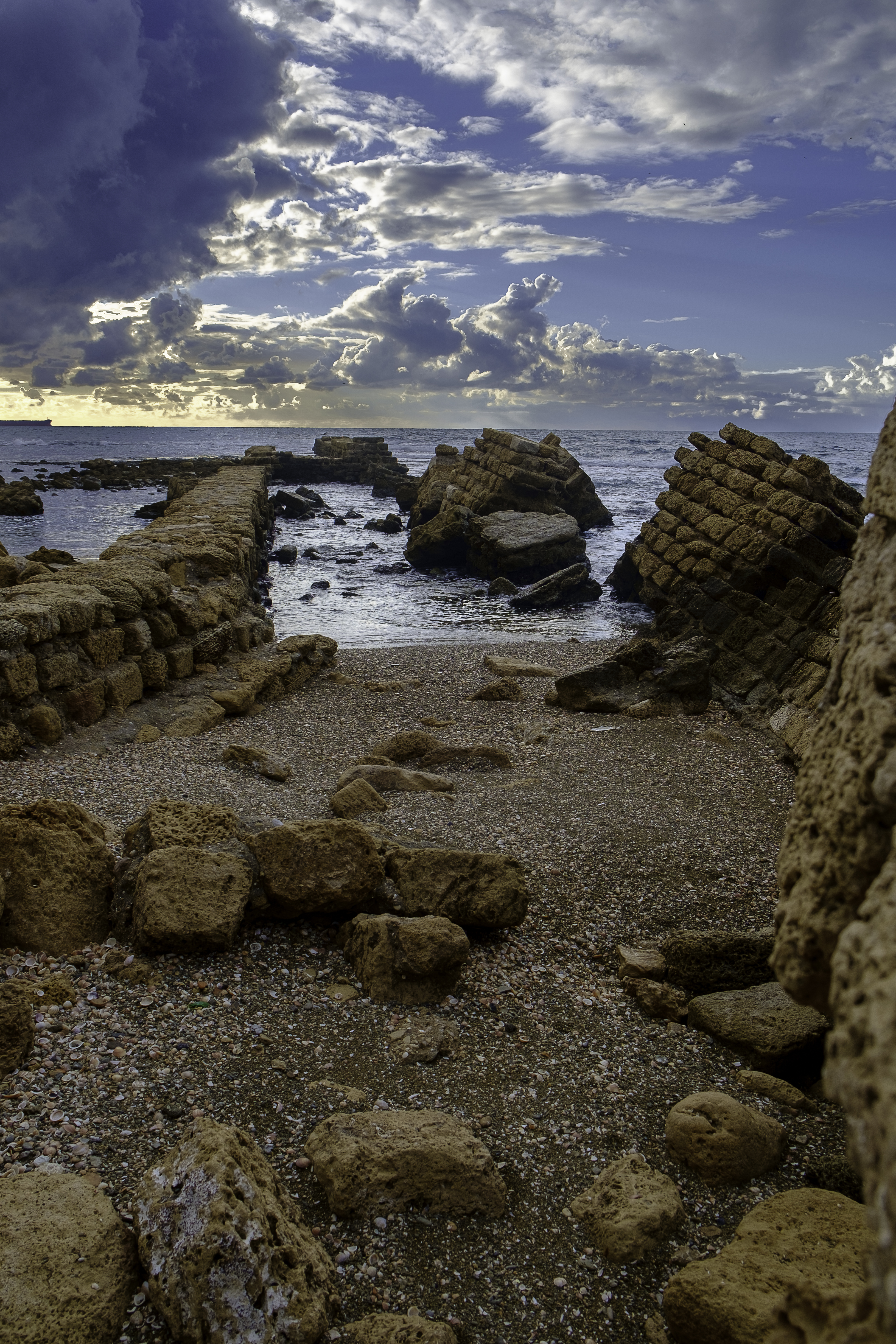
Restanten van een van de pieren
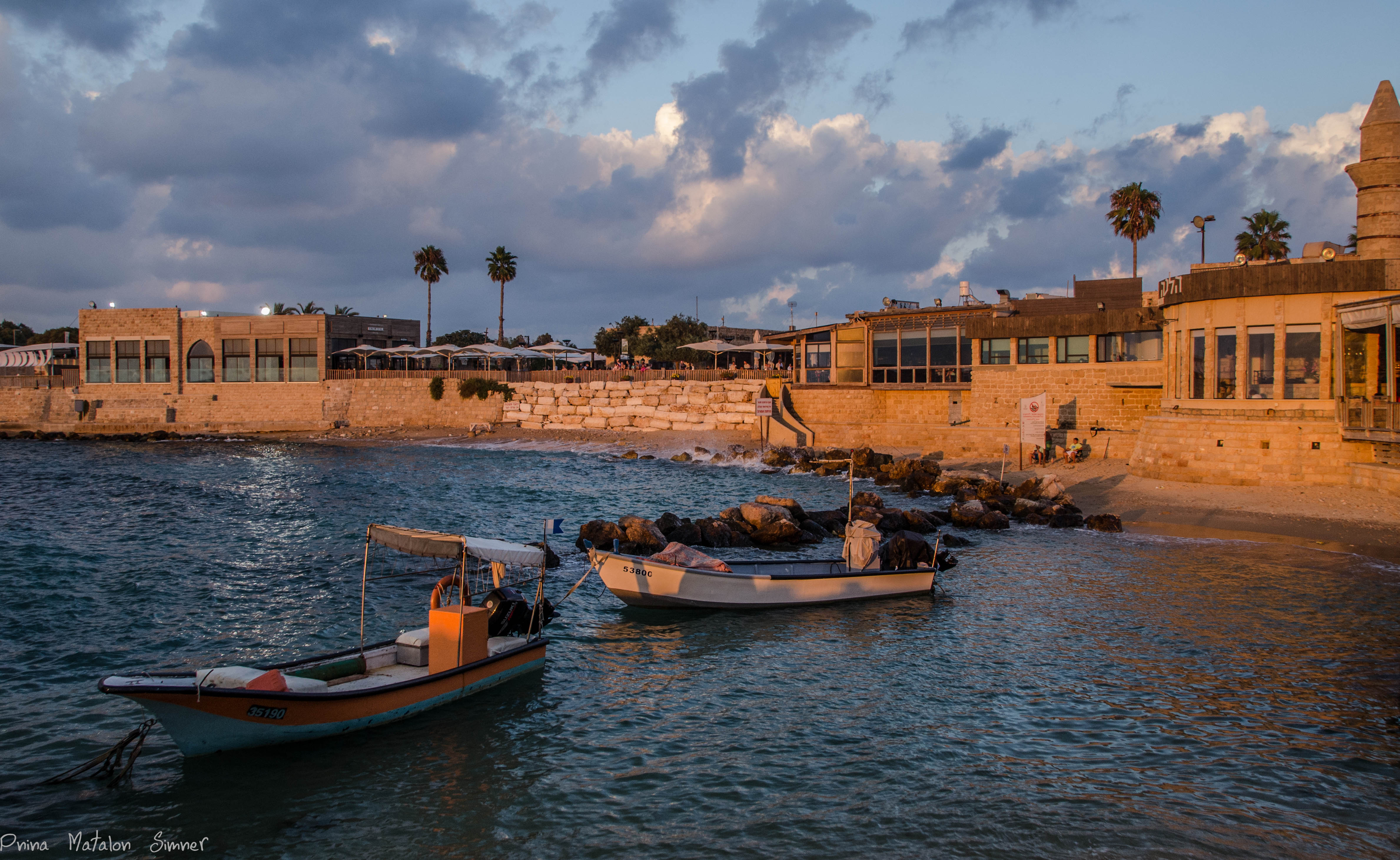
Vissershaven bij Caesarea Maritima
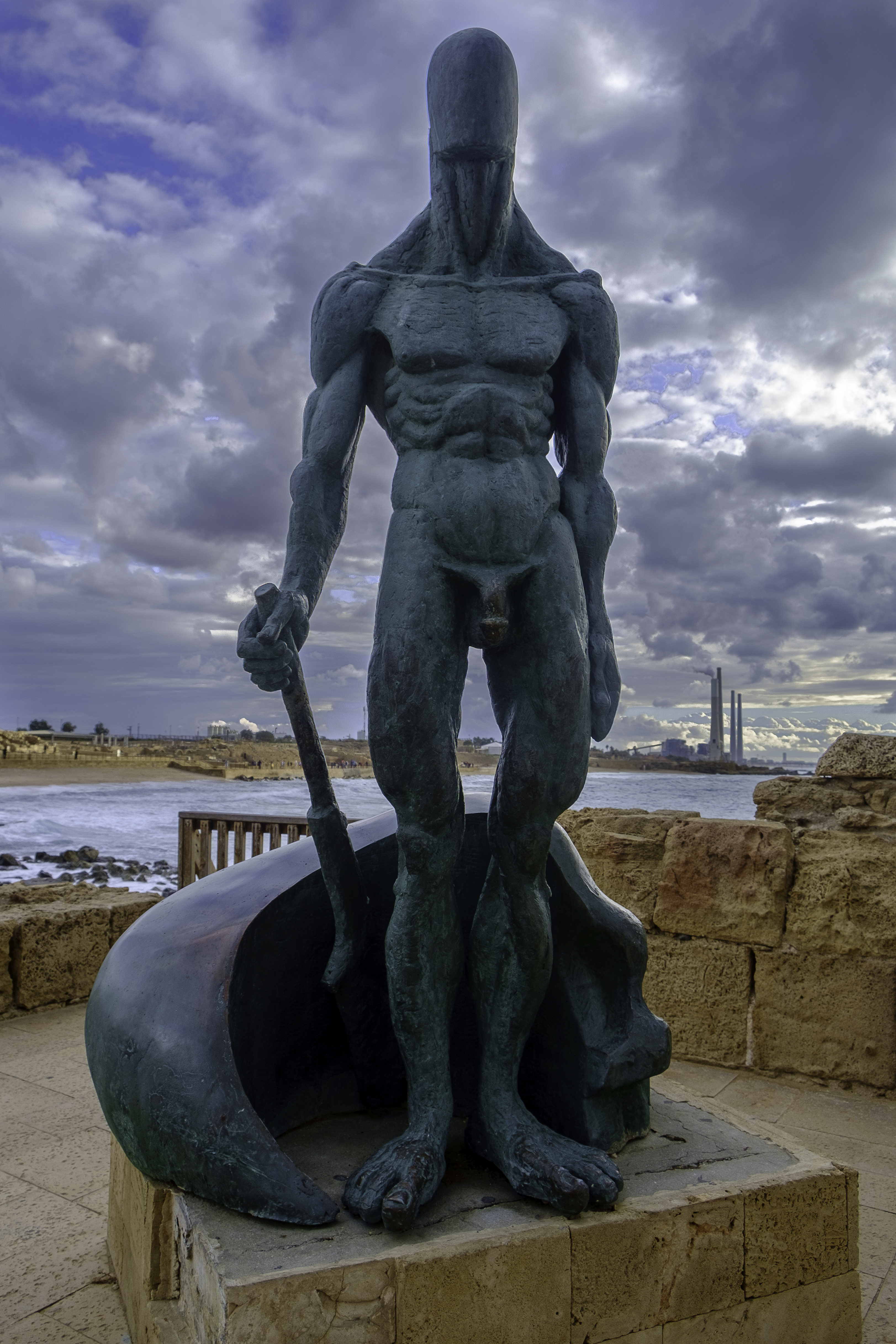
Mannelijk naakt op de pier met op de achtergrond de torens van de kolencentrale Orot Rabin